# Canal Winchester
Canal Winchester ist eine City und ein Vorort von Columbus im amerikanischen Bundesstaat Ohio. Canal Winchester liegt am Ohio-Erie-Kanal in Franklin County.
In Canal Winchester befinden sich eine Reihe von denkmalgeschützten Gebäuden, die in das National Register of Historic Places (NRHP) aufgenommen wurden. Dazu gehören die älteste noch in Betrieb befindliche Schule Ohios, die 1862 erbaute Canal Winchester School, die 1887 erbaute Bergstresser Covered Bridge über den Little Walnut Creek, letzte noch erhaltene überdachte Brücke im County, die 1908 erbaute methodistische Kirche mit ihren Bogenfenstern  und das historische Ortszentrum Columbus Street Historic District.

## Persönlichkeiten
- John C. Speaks (1859–1945), republikanischer Kongressabgeordneter 1921–1931
- Oley Speaks (1874–1948), Komponist und Songwriter
- Byron Mullens (* 1989), britisch-US-amerikanischer Basketballspieler